# Penicillium chrysogenum
Penicillium chrysogenum, prej Penicillium notatum, je zelo razširjena vrsta plesni iz rodu Penicillium (čopičasta plesen). Plesen le redko povzroča bolezni pri človeku. Pomembna je zlasti zaradi antibiotične snovi, ki jo izloča. Slednjo je odkril in izoliral Alexander Fleming in jo poimenoval penicilin. Odkritje penicilina je pomenilo velik napredek v zdravljenju bakterijskih okužb ter razvoj antibiotikov.
Podobno kot druge vrste čopičastih plesti tudi Penicillium chrysogenum tvori nespolne spore - konidije, ki nastanejo na poganjku iz micelija - konidiosporah. Konidiji se nato prenašajo po zraku po okolici. Spore te plesni, ki se nahajajo v zraku, so pomemben alergen za ljudi. Konidiji so modri do modrozeleni, vendar plesni ne moremo istovetiti zgolj po njeni barvi. Za dokaz istovetnosti so potrebna morfološka in mikroskopska opazovanja.
P. chrysogenum so nekoč uporabljali v industrijskem merilu za pridobavanje penicilina.